# Shady Grove (comtat de Cherokee)
Shady Grove és una concentració de població designada pel cens del Comtat de Cherokee (Oklahoma) als Estats Units d'Amèrica.

## Demografia
Segons el cens dels Estats Units del 2000 Shady Grove tenia 484 habitants., 181 habitatges, i 131 famílies. La densitat de població era de 14,8 habitants per km².
Dels 181 habitatges en un 35,4% hi vivien nens de menys de 18 anys, en un 60,2% hi vivien parelles casades, en un 9,9% dones solteres, i en un 27,1% no eren unitats familiars. En el 24,9% dels habitatges hi vivien persones soles el 8,8% de les quals corresponia a persones de 65 anys o més que vivien soles. El nombre mitjà de persones vivint en cada habitatge era de 2,67 i el nombre mitjà de persones que vivien en cada família era de 3,22.
Per edats la població es repartia de la següent manera: un 29,3% tenia menys de 18 anys, un 8,3% entre 18 i 24, un 30,6% entre 25 i 44, un 21,3% de 45 a 60 i un 10,5% 65 anys o més.
L'edat mediana era de 34 anys. Per cada 100 dones de 18 o més anys hi havia 95,4 homes.
La renda mediana per habitatge era de 27.273 $ i la renda mediana per família de 34.196 $. Els homes tenien una renda mediana de 20.938 $ mentre que les dones 15.000 $. La renda per capita de la població era d'11.343 $. Entorn del 15% de les famílies i el 17,5% de la població estaven per davall del llindar de pobresa.

## Poblacions properes
El següent diagrama mostra les poblacions més properes.